# ВЕС Karehamn
ВЕС Karehamn — шведська офшорна вітроелектростанція, споруджена у 2013 році в Балтійському морі біля північно-східного узбережжя острова Еланд.
Для станції обрали фундаменти гравітаційного типу з центральною частиною (до якої потім і монтується башта вітроагрегату) діаметром 18 метрів та висотою від 12,5 до 24,5 метрів, при цьому вага найбільшого сягала 1950 тон. Їх збирали в бельгійському Зеєбрюгге та транспортували на баржі до місця будівництва. Тут плавучий кран великої вантажопідйомності Rambiz встановлював ці споруди на площадки, попередньо підготовані штанговим земснарядом Jerommeke. На завершальному етапі порожнини фундаментів заповнили баластним матеріалом (зокрема, залізною рудою).
Монтажем власне вітрових агрегатів займалось спеціалізоване самопідіймальне судно MPI Discovery. Враховуючи скельні ґрунти в районі ВЕС, попередньо грейферний земснаряд Albatros підготував біля кожної із 16 турбін по 6 площадок для опор Discovery.
Для станції обрали турбіни данської компанії Vestas типу V112/3000 з одиничною потужністю 3 МВт та діаметром ротора 112 метрів, змонтовані на баштах висотою 80 метрів.
ВЕС не має власної офшорної трансформаторної станції, тому її продукція одразу подається до енергомережі на острові Еланд.
Вартість проекту, реалізованого енергетичним концерном E.ON, становила 120 млн євро.